# الشجر آكل البشر

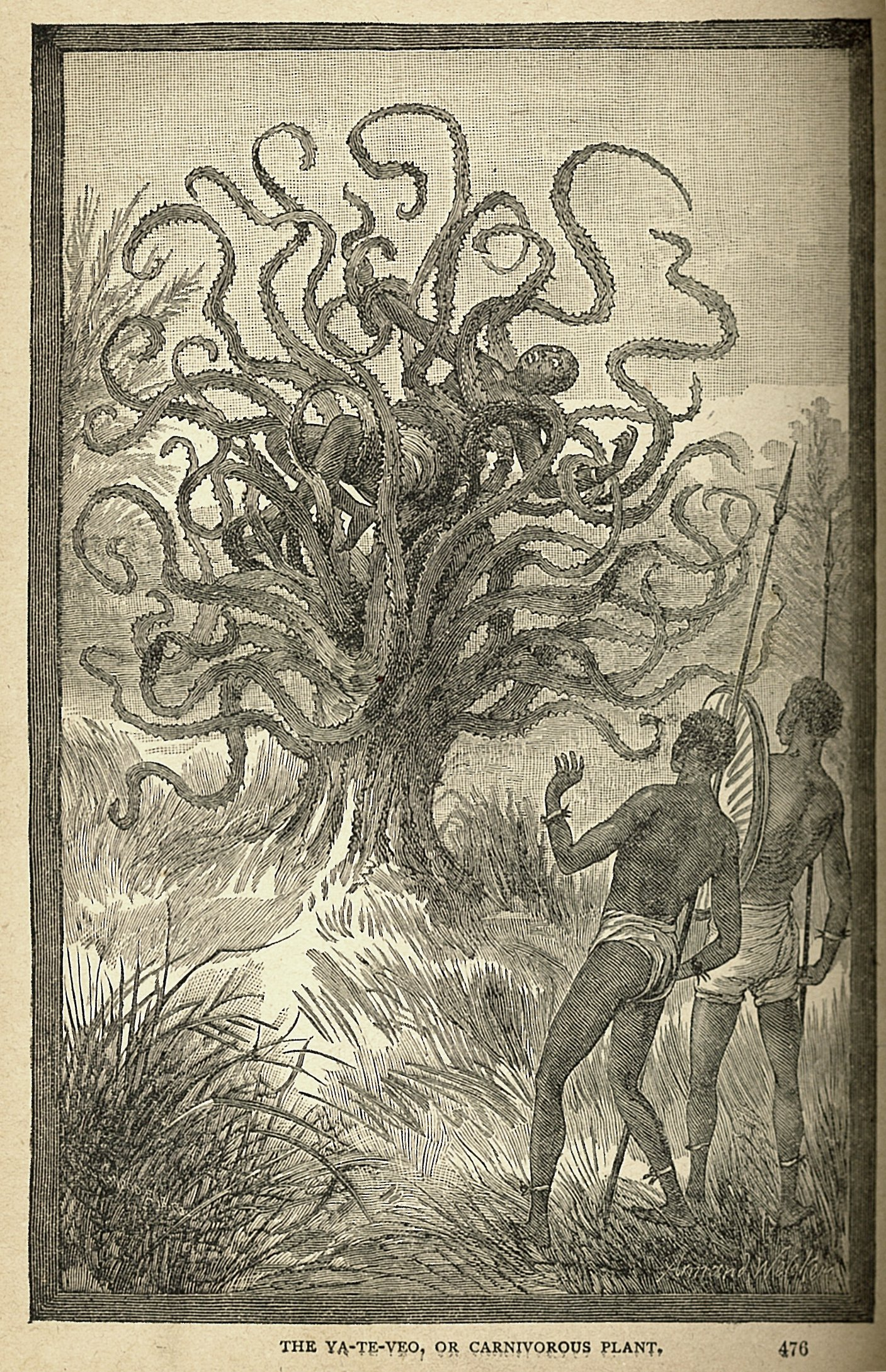
رسم لرجل تلتهمه "يا-تي-فيو" (أنا أراك) وهي شجرة تأكل اللحم موجودة في أفريقيا وكذلك في وسط أمريكا. من كتاب "البحر والبر" بقلم جيمس ويليام بويل، 1887

الشجر آكل البشر هو اسم يشير إلى أي من مختلف النباتات اللاحمة العملاقة الأسطورية والتي تبلغ من الضخامة ما يمكّنها من قتل والتهام إنسان أو غيره من الكائنات الكبيرة. وأكبر نبات معروف لاحم يستخدم الفخاخ هو على الأرجح نبات الجرة Nepenthes rajah، والذي يصل طول إبريقه إلى 41 سم (16 بوصة) وبحجم يصل إلى 3.5 لتر (0.77 غالون بريطاني، 0.92 غالون أمريكي). يعتمد الإبريق في هذه الفصيلة على جذب المفصليات، إلا أنه قد يجذب القوارض أيضا مثل فئران القمة (Rattus baluensis) وزبابيات الشجر الجبلية (Tupaia montana). إلا أنه من النادر جدا أن تسقط القوارض في الأباريق الكبيرة لهذه الفصيلة. وتشمل النباتات آكلة اللحوم الكبيرة الأخرى التي لها خصائص مماثلة نبات جرة روبكانتلي وجرة أتنبورو.

## شجرة مدغشقر
أقدم ذكر معروفة للشجر آكل البشر كان تقريرا مختلقا بقلم إدموند سبنسر في صحيفة نيويورك ورلد. ظهرت مقالة سبنسر أول مرة في الطبعة اليومية من الجريدة في 26 أبريل 1874، وظهرت مرة أخرى في الطبعة الأسبوعية من الصحيفة بعد ذلك بيومين. نشرت في المقالة رسالة من قبل مستكشف ألماني مزعوم يدعى «كارل ليشه»، الذي قدم تقريرا عن شهادته لعملية أضحية بشرية تقوم بها «قبيلة مكودو» في مدغشقر: وتم نشر القصة من قبل عديد الصحف الأخرى وقتها، بما في ذلك ساوث أستراليا ريجيستر في 27 أكتوبر 1874،  حيث اكتسبت شهرة كبيرة. يصف المقال هذه الشجرة:
اكتسبت الشجرة مزيدا من الدعاية في كتاب مدغشقر، أرض الشجرة آكلة البشر،  بقلم تشيس أوزبورن، الذي كان حاكم ميشيغان. زعم أوزبورن أن القبائل وكذلك المبشرين في مدغشقر يعلمون بأمر الشجرة البشعة، وكذلك فقد كرروا ما قاله ليشه.
أكد الكاتب العلمي ويلي لي في كتابه السلمندر وعجائب أخرى،  الذي صدر عام 1955، أن قبيلة مكودو وكارل ليشه، والشجرة آكلة البشر في مدغشقر هي مجرد افتراءات.

## الشجرة النوبية
كتب فيل روبنسون، في كتابه "تحت البونكاه (1881)، الذي زعم فيه أنه يروي حكايات عن "عمه" الذي سافر في جميع أنحاء العالم. ووصف "الشجرة آكلة البشر" التي يمكن العثور عليها في "النوبة". ويصف عم روبنسون هذه الشجرة:
وتستمر القصة بالوصف كيف أن الشجرة أمسكت بأحد رفاق العم وأكلته، وكيف أطلق العم النار على الشجرة. وعندما استنزف ذخيرته، أخرج العم سكينه ليقطع الشجرة، وصارعته الشجرة بأوراقها وفروعها.

## يا-تي-فيو
تكلم جيمس ويليام بيويل في كتابه «البحر والأرض» (1887)،  عن شجرة يا-تي-فيو («أنا أراك») والذي ذكر أنه نبات يعود أصله إلى أفريقيا وأمريكا الوسطى، أما سيقانه تشبه «ثعابين ضخمة تتناقش مع بعضها بغضب، وتندفع أحيانا من جانب إلى آخر كما لو أنها تهاجم عدو خياليا»، وهي تحاول التهام البشر.

## الكرمة مصاصة الدماء
نشر وليام توماس ستيد، محرر جريدة ريفيو أوف ريفيوز، مقالة قصيرة ناقشت قصة نشرت يزعم في مجلة لوسيفر، واصفا نبتة في نيكاراغوا يسميها المواطنون فخ الشيطان. وكان هذا النبات قادرا على «استنزاف الدم من أي كائن حي يلمسه». وفقا للمقالة:
أظهر التحقيق في مقال ستيد، أنه لم تنشر أي مقالة بهذا الشأن في مجلة لوسيفر، ويظهر أن القصة في تم تلفيقها من قبل المحرر.

## الأدب
- «الرعب البنفسجي» (1899) بقلم فريد وايت عن الشجر آكل البشر، وتم جمعها مع قسم خاص من كتاب فيل روبنسون، «الشجر آكل البشر» (1881)، وكذلك في كتاب النباتات العجيبة Flora Curiosa عن النباتات الغريبة في أدب الخيال العلمي الكلاسيكي (2008، ISBN 193058556X). وتشمل هذه المختارات أيضا قصة «تفتح الأوركيدات الغريبة» بقلم هربرت جورج ويلز (1894) حول نبتة أوركيد قادرة على التهام البشر.[17]
- قصة «كابوس» بقلم فرانسيس ستيفنز (1917)، حول نباتات على جزيرة غامضة وتشمل النباتات الآكلة للبشر.
- القصة المصورة حديقة الشر بقلم إدوارد جوري عام 1966 حول أناس محاصرين في حديقة، ويتعرض بعضهم للهجوم والالتهام من قبل نباتات مفترسة عملاقة (من بين أشياء أخرى).
- سلسلة روايات كسانث بقلم بيرس أنتوني (بدءا من عام 1977) بها قصص عن أشجار تأكل اللحم. تلك الأشجار تصنع مسارات مفتوحة تؤدي إليها؛ وتمسك مجساتها بما يقترب منها من حيوانات وبشر.
- في رواية الخيال «ما وراء الغابات العميقة» (1998)، القصة الأولى في سلسلة «وقائع الحافة» بقلم بول ستيوارت وكريس ريدل، يصادف بطل الرواية شجرة مفترسة تدعى بلوط الدم. وتعتمد الشجرة على نبات طفيلي تكافلي ليجذب الضحايا.
- في رواية المغامرة حياة باي (2001)، يحط صبي على جزيرة تسكنها حيوانات الميركات، ولكنه يلاحظ أنه في كل ليلة تصعد كل الحيوانات فوق الأشجار. يكتشف لاحقا أن الجزيرة كلها مفترسة.
- في قصة «فتى الميرمية»، وهي قصة قصيرة في مجموعة آني بروكس القصصية «الأمر جيد كما هو عليه» (2008)، حول زوجين من وايومنغ بلا أطفال، حيث يوجهان حبهما في البداية إلى خنزير صغير، ثم إلى دجاجة، وأخيرا إلى نبتة ميرمية لها مظهر طفل.[18] يقومون برعايتها وحمايتها، وحتى أنهم يطعمونها العظام وفضلات اللحم من مائدتهم. اعتادت الشجيرة اهتمام الإنسان وأكل اللحم، حتى بعد وفاة الزوجين، ونمت حتى أصبحت شجرة كبيرة. وقامت بالتهام الماشية، ثم الجنود، ثم الطبيب المحلي، ورجال سكة الحديد والماسحين، والتهمت عالم النبات الذي أراد التحقيق بحجمها غير العادي.[19]

## قراءات أخرى
- Michell، John؛ Rickard، Bob (2007). The Rough Guide to Unexplained Phenomena (ط. 2nd). Rough Guides. ص. 319–321. ISBN:1843537087. مؤرشف من الأصل في 2020-01-28.
- Miller, T.S. "Lives of the Monster Plants: The Revenge of the Vegetable in the Age of Animal Studies." Journal of the Fantastic in the Arts 23.3 (2012): 460-479.